# 奥法
奥法（—796年7月），又译奥发、欧法，是英格兰七国时代麦西亚王国一位强有力的统治者（757～796年在位），他曾使英格兰南部在盎格鲁-撒克逊时期形成了前所未有的政治统一，还与欧洲大陆的统治者建立了联系。
出生于麦西亚一个古老的统治家族，他在麦西亚国王伯恩雷德去世后，于夺位内战中击败其堂兄埃塞尔博尔德获得权力。通过对周边小国的残酷镇压，他建立起一个领有英格兰大部分地区的国家。本地区的弱小的统治者纷纷向其效忠，他还迎娶了威塞克斯和诺森布里亚统治者的女儿。奥法还试图与欧洲大陆统治者建立平等的关系，在796年与法兰克的查理大帝缔结了通商条约。此外奥法还与教宗哈德良一世保持良好关系，后者允诺扩大奥法对英格兰教会的控制权，同时同意奥法关于设立利奇菲尔德大主教一职的请求。设立利奇菲尔德大主教可以暂时摆脱坎特伯雷大主教对教会组织的影响，因为后者驻于敌对国肯特王国。
统治期间为抵御威尔士人的入侵，奥法沿着西部边界修建了著名的防御工事—奥法堤。他还创立了新的造币标准，钱币上要有国王的名字和头衔以及造币人的名字以保证钱币质量。改原则之后在英格兰施行了数个世纪。